# Massimo Taibi
Massimo Taibi (født 18. februar 1970 i Palermo, Italien) er en italiensk fodboldmålmand, der har spillet i adskillige fodboldklubber, mest i Italiens Serie A, B og C1. I England er han bedst kendt for sin tid i Manchester United.
Han er netop blevet kåret som Alex Ferguson's største flop af Britiske Teamtalk